# 亞洲彩虹獎電視頒獎禮
亞洲彩虹獎電視頒獎禮 ，是由中国广播电影电视社会组织联合会电视制片委员会和香港电视专业人员协会联合发起并主办的亚洲电视节目评选和颁奖礼活动，目的在於加強亞洲國家及地區之間電視節目製作業的交流與合作。

## 評選機制
大會先收集來自各亞洲國家及地區的電視節目作品，再組成評審委員會，並按獎項類別分組進行評選。在每一個獎項中提名名單兩個至五個提名，及後再於頒獎禮中宣佈得獎者。

## 獎項設置
大會把獎項共分為四大範疇，包括電視劇、娛樂節目、電視紀錄片及電視動畫，當中再設「作品獎」及「單項獎」不同分項：
- 電視劇
  - 作品獎：最佳古裝劇、最佳時裝劇、最佳喜劇、最佳動作劇、最佳兒童劇、最佳勵志劇
  - 單項獎：最佳男主角、最佳女主角、最佳男配角、最佳女配角、最佳男喜劇演員、最佳女喜劇演員、最佳導演、最佳編劇、最佳主題歌、最佳動作指導、杰出演員大獎、最具潛質新生代演員、最佳兒童演員
- 娛樂節目
  - 作品獎：最佳綜藝秀、最佳資訊知識秀、最佳兒童秀、最佳兒童特備節目秀、最佳競賽秀
  - 單項獎：最佳男主持人、最佳女主持人、最佳兒童節目主持人
- 電視紀錄片
  - 作品獎：最佳社會人文紀錄片、最佳自然環境紀錄片
  - 單項獎：最佳攝像、最佳導演
- 電視動畫片
  - 作品獎：最佳動畫片
  - 單項獎：最佳形象設計、最佳導演

## 歷届獲獎名單
- 2011年度亞洲彩虹獎電視頒獎禮
- 2014年度亞洲彩虹獎電視頒獎禮
- 2016年度亞洲彩虹獎電視頒獎禮
- 2018年度亞洲彩虹獎電視頒獎禮

## 電視轉播權
- 第一屆：亞洲電視
- 第二屆：UTV（中國移動香港旗下跨網跨平台流動電視服務）
- 第三屆：酷狗音樂（網絡直播）

## 外部連結
- 亞洲彩虹獎電視頒獎禮 官方網頁（页面存档备份，存于）